# Joab

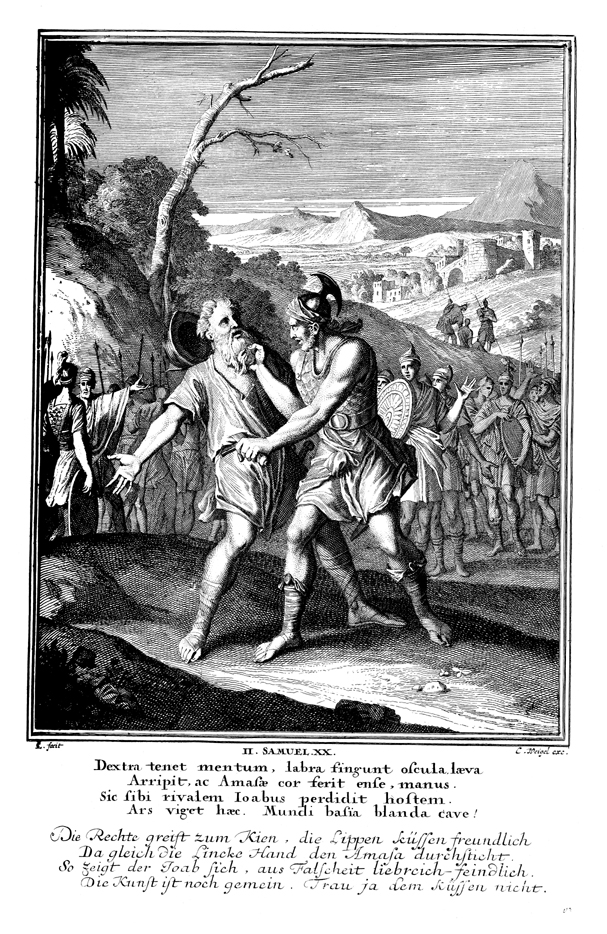
Joab doodt Amasa, gravure van Caspar Luiken (1672-1708)

Joab (יוֹאָב, jô’āv, "JHWH is zijn vader") was volgens de Hebreeuwse Bijbel een aanvoerder van de troepen van koning David. Joab was de zoon van Zerúja, een (half)zus van David, en dus een neef van David. 

## Vermeldingen in de Hebreeuwse Bijbel
Joab wordt voor het eerst vermeld in een verhaal dat zich afspeelt in de periode waarin koning Saul op zoek was naar David om hem te doden. Toen Saul ergens een kamp had opgeslagen, sloop David met Abisai, de broer van Joab, het kamp binnen (1 Samuel 26).

### Troepenaanvoerder
Nadat David gezalfd werd tot koning van het koninkrijk Juda, voerde Joab Davids troepen aan in de strijd tegen het leger van Sauls zoon Isboset, die na de dood van zijn vader koning over het koninkrijk Israël is geworden. De twee legers ontmoetten nabij de stad Gilead. Abner, de legeraanvoerder van het Israëlitische leger, sprak met Joab af dat de strijd beslist moest worden door een gevecht tussen twaalf soldaten van beide legers, om zo het aantal doden te beperken. Aan het eind van het gevecht van deze mannen bleek dat ze allemaal gesneuveld waren, waarna de twee legers elkaar aanvielen en het leger van Joab het leger van Abner versloeg. Tijdens de achtervolging wordt Asahel, de broer van Joab door Abner gedood. Abner sprak Joab erop aan dat hij zijn eigen volk achtervolgde. Hierop staakte Joab de achtervolging en ging terug naar Hebron (2 Samuel 2).
Korte tijd later kwam Abner naar Hebron om daar met David te spreken over vrede tussen Israël en Juda. Joab vertrouwde Abner niet en zei dit tegen David. Joab wachtte zonder medeweten van David Abner op in de poort van de stad en vermoordde hem aldaar. Abner kreeg van David een koninklijke begrafenis (2 Samuel 3).
Na Davids overspel met Batseba gaf David Joab bevel om Uria, de man van Batseba, vooraan in het leger moest plaatsen tijdens de aanval op de Ammonitische hoofdstad Rabba, zodat hij zou sneuvelen en David met Bathseba kon trouwen (2 Samuel 11).
Tijdens de coup van Davids zoon Absalom stuurde David zijn leger, verdeeld over drie legeraanvoerders Joab, Abisai (de broer van Joab) en Ithai, naar het leger van Absalom. Hij drukte hen op het hart om Absalom goed te behandelen en hem niet te doden. In het bos zag Joab Absalom met zijn haren vast zitten in een boom. Joab gaf bevel aan een van zijn boogschutters om hem te doden, deze weigerden, waarna Joab drie stokken in de borst van Absalom stak (2 Samuel 18:9-18).
Toen Seba opriep tot opstand tegen David, gaf David bevel aan Amasa om de mannen van Juda op te trommelen. Toen Amasa na drie dagen nog niet terug was, stuurde hij Joab en Abisai met troepen Amasa achterna om Seba te achtervolgen. Toen zij de troepen van Amasa hadden bereikt, doodde Joab Amasa door hem te omhelzen om hem daarbij met een zwaard in zijn rug te steken. Daarna belegerde Joab met zijn troepen een stad waar Seba naar was gevlucht, riep hij de inwoners op Seba te doden, waarop zij dit deden en de opstand de kop was ingedrukt.

### Joabs dood
Op zijn sterfbed zei David tegen Salomo dat hij er voor moest zorgen dat Joab gedood werd, omdat hij twee legeraanvoerders had gedood in vredestijd buiten de goedkeuring van de koning om. Toen Joab de kant koos van troonpretendent Adonia, gaf Salomo opdracht Joab te doden. Joab vluchtte naar de tabernakel. Benaja, de legeraanvoerder van Salomo,  riep Joab eerst op naar buiten te komen. Toen Joab dat weigerde, doodde Benaja Joab in de tabernakel (1 Koningen 2).